# Lerista orientalis
Lerista orientalis är en ödleart som beskrevs av  De Vis 1889. Lerista orientalis ingår i släktet Lerista och familjen skinkar. Inga underarter finns listade i Catalogue of Life.